# Positronium

Positronium

Positronium {\displaystyle e^{-}e^{+}\!\,} ist ein exotisches Atom, das aus einem Elektron {\displaystyle e^{-}\!\,} und seinem Antiteilchen, dem Positron {\displaystyle e^{+}\!\,}, besteht.

## Eigenschaften

### Spinzustände
Es wird zwischen Ortho- und Parapositronium unterschieden. Während die Spins von Elektron und Positron (jeweils ½) beim Orthopositronium gleichgerichtet sind, der Gesamtspin des Systems also 1 beträgt, sind sie im Parapositronium entgegengerichtet, wodurch der Gesamtspin hier 0 beträgt.
Elektron und Positron annihilieren, so dass das Positronium nur eine geringe Lebensdauer hat. Parapositronium zerfällt mit einer mittleren Lebensdauer von 0,125 ns in zwei Photonen. Orthopositronium kann aus Gründen der Invarianz unter Ladungskonjugation nur in eine ungerade Zahl Photonen zerfallen, aus Gründen der Lorentzinvarianz (Energie-Impulserhaltung) also mindestens drei. Da dieser Prozess weniger wahrscheinlich ist, hat es mit 142 ns die erheblich längere Lebensdauer.

### Größe und Bindungsenergie
Zur Berechnung des Radius im Grundzustand ergibt sich im Bohrschen Atommodell:
{\displaystyle r={\frac {4\pi \varepsilon _{0}\hbar ^{2}}{\mu e^{2}}}=2a_{0}=0{,}106\,{\textrm {nm}}\qquad {\textrm {mit}}\qquad \mu ={\frac {m_{\mathrm {e} }m_{\mathrm {p} }}{m_{\mathrm {e} }+m_{\mathrm {p} }}}={\frac {m_{\mathrm {e} }}{2}}\,}.
Da die Massen des Elektron {\displaystyle m_{\mathrm {e} }} und des Positrons {\displaystyle m_{\mathrm {p} }} gleich groß sind, ist die reduzierte Masse μ halb so groß. Damit ergibt sich für {\displaystyle r} ein Wert, der doppelt so groß ist wie der Bohrsche Radius {\displaystyle a_{0}}, der Radius des Wasserstoff-Atoms. Der Abstand zwischen Elektron und Positron ist jedoch nicht der Radius, sondern der Durchmesser des Positronium-„Atoms“. Wasserstoff-Atom und Positronium sind daher im Bohrschen Atommodell gleich groß.
Da der Abstand der beiden Teilchen doppelt so groß ist wie im Wasserstoffatom, ist die Bindungsenergie nur halb so groß. Sie ist demnach gleich der halben Rydberg-Energie:
{\displaystyle E={\frac {1}{2}}h\,c\,R_{\infty }=6{,}8\,\mathrm {eV} \,}.

### Relativistische quantenmechanische Rechnung
Positronium kann ebenfalls durch eine besondere Form der Zwei-Körper-Dirac-Gleichung behandelt werden. Ein System von zwei Punktteilchen mit Coulomb-Wechselwirkung lässt sich im (relativistischen) Impulsraum exakt separieren. Die resultierende Grundzustandsenergie ist von J. Shertzer mit einer Finite-Elemente-Methode sehr genau berechnet worden.  Ihre Ergebnisse führten zur Entdeckung von anomalen Zuständen.
Die Dirac-Gleichung mit einem Hamiltonoperator für zwei Dirac-Teilchen und einem statischen Coulomb-Potential ist nicht relativistisch invariant. Fügt man jedoch die Terme mit {\displaystyle 1/c^{2n}}, {\displaystyle n=1,2\ldots }, hinzu (oder {\displaystyle \alpha ^{2n}}, wobei {\displaystyle \alpha } die Feinstrukturkonstante ist), so ist das Ergebnis relativistisch invariant. Nur der führende Term wird berücksichtigt. Der Beitrag zur Ordnung {\displaystyle \alpha ^{2}} ist der Breit-Term; der Term zur Ordnung {\displaystyle \alpha ^{4}} wird jedoch selten verwendet, weil in Ordnung {\displaystyle \alpha ^{3}} bereits die Lamb-Verschiebung auftritt, welche Quantenelektrodynamik erfordert.

## Vorhersage und Entdeckung
Theoretisch vorhergesagt wurde das Positronium-Atom 1932 von Carl David Anderson und z. B. Stjepan Mohorovičić. Der erste Nachweis gelang 1951 dem Physiker Martin Deutsch am Massachusetts Institute of Technology.

## Chemische Verbindungen
Positronium kann chemische Verbindungen bilden und ähnelt dabei dem Wasserstoff. Man verwendet das Elementsymbol Ps.

### Di-Positronium
Di-Positronium, oder auch Dipositronium, (Ps2) ist ein Molekül aus zwei Positronium-Atomen und damit eine Analogie zum Wasserstoffmolekül aus zwei normalen Wasserstoffatomen. Die Existenz wurde von John Archibald Wheeler bereits 1946 vorhergesagt und theoretisch beschrieben, das Molekül konnte 2007 von David Cassidy und Allen Mills erstmals experimentell hergestellt und nachgewiesen werden.

### Positronisches Wasser
Positronisches Wasser ist ein hypothetisches kurzlebiges, wasserähnliches Molekül aus einem Sauerstoff- und zwei Positroniumatomen (Ps2O). Im Vergleich zum normalen Wasser werden also die Wasserstoffatome durch Positronium ersetzt.
Jiang und Schrader sagten 1998 auf der Grundlage von Quanten-Monte-Carlo-Simulationen vorher, dass positronisches Wasser zwar existieren könne, jedoch chemisch nicht so stabil wie normales Wasser sei, da die Bindungsenergie nur etwa 30 % so groß sei.
In der Praxis wurde positronisches Wasser bislang noch nicht hergestellt.